# Allocosa pardala
Allocosa pardala är en spindelart som först beskrevs av Embrik Strand 1909.  Allocosa pardala ingår i släktet Allocosa och familjen vargspindlar. Inga underarter finns listade i Catalogue of Life.